# Спорт у Летонији
Спорт у Летонији укључује кошарку, фудбал, хокеј на леду, атлетику, рагби јунион, тенис, бициклизам и друге. Хокеј на леду је историјски најпопуларнији од летонских спортова и помно га прати кошарка. Неки од најзначајнијих спортиста Летоније су хокејаш Сандис Озолинш, фудбалер Марис Верпаковскис, олимпијски бацач копља Јанис Лусис, двоструки олимпијски шампион Марис Штромбергс и кошаркаш Кристапс Порзингис. Национални спорт Летоније је хокеј на леду.

## Хокеј на леду
Хокеј на леду је најпопуларнији спорт у Летонији. Његова професионална лига је виша лига, која се одржава од 1931. У Летонији постоји и неколико аматерских хокејашких лига. Хокеј на леду игра се у Летонији од двадесетих година прошлог века. Летонија је члан Међународне хокејашке федерације, њена репрезентација учествовала је на неколико Светских првенстава и Зимских олимпијских игара 1936. године. Након што је Летонију 1940. окупирао Совјетски Савез, њено чланство у Међународној хокејашкој федерацији је прекинуто. Летонци су имали значајну улогу у успостављању хокеја на леду у Совјетском Савезу. Летонски тим Динамо Рига био је један од једанаест тимова који су учествовали на првом турниру совјетског шампионата сезоне 1946—1947. Харијс Мелупс је био голман репрезентације Совјетског Савеза у првој међународној утакмици 1948.
Летонски хокеј доживео је пад 1960-их, када је Динамо Рига испао из совјетске више лиге у прву лигу, а затим и у другу. Повратак је доживео седамдесетих година, под тренером Виктором Тихоновом, који ће касније тренирати ЦСКА Москву и совјетску репрезентацију. Сезоне 1973—1974. Динамо Рига се вратио у Елитну лигу где је остао до краја Совјетског Савеза 1991. године.
Године 1975. Виктор Хатулев из Динама Рига постао је први хокејаш на леду из Совјетског Савеза којег је израдила Национална хокејашка лига, али никада није имао прилику да игра, јер совјетским играчима није било дозвољено да играју за стране тимове. Хелмутс Балдерис био је најуспешнији летонски играч 1970-их и 1980-их и поставио је рекорд свих времена (убацивши 333 гола на совјетским првенствима). Два пута је био водећи стрелац совјетске елитне лиге (1977. и 1983) и једном играч године (1977). Балдерис је такође играо за совјетску репрезентацију, освајао је Светска првенства (1978, 1979 и 1983). Проглашен је најбољим нападачем Светског првенства 1977. Упркос континуираним високим резултатима, није изабран за совјетску репрезентацију на Зимским олимпијским играма 1984. године, вероватно из политичких или националних разлога (у тим годинама совјетски тим чинили су спортисти само из московских хокејашких тимова). Тако је Балдерис постао најбољи стрелац свих времена међу совјетским нападачима који су играли за репрезентацију, али никада нису добили златну олимпијску медаљу. Голмани Виталијс Самоиловс и Артурс Ирбе такође су играли за совјетски тим 1980-их, Ирбе је био најбољи голман Светског првенства 1990. Самоиловс је био резервни голман совјетског тима који је освојио златне медаље на Зимским олимпијским играма 1988.
Најбоља сезона за Динамо Ригу била је 1987—1988. прва сезона када је совјетска елитна лига успоставила систем НБА Плеј-офа. Динамо Рига завршила је на трећем месту у регуларном делу сезоне и победила је Динамо Москву у полуфиналу, да би у финалу изгубила од ЦСКА Москву, вишегодишњег совјетског првака 1980-их.
Након што је Летонија повратила независност 1991. године, обновила је своје чланство у Међународној хокејашкој федерацији и летонска репрезентација се вратила на међународна такмичења. Као нови тим, првобитно су се пласирали у трећу дивизију Светског првенства и морали су се квалификовати за такмичења вишег нивоа. Дебитовали су у другу дивизију 1994. године и у прву 1997. године. Летонија је од тада играла у првенству. Најбољи постигнути резултат је седмо место 1997, 2004. и 2009. године. На Светском првенству, два пута победили су САД (1998. и 2001) и два пута Русију (2000. и 2003). Летонија се такмичила на Зимским олимпијским играма 2002, 2006. и  2010.
Двадесет четири летонска хокејаша играла су у Националној хокејашкој лиги. Први од њих био је Хелмутс Балдерис. Најуспешнији су Сандис Озолинш, Артурс Ирбе, Сергејс Жолтокс и Карлис Скрастинш. Озолинш је једини Летонац који је освојио Стенли куп, сезоне 1995—96. са Колорадом аваланчијем. Озолинш и Ирбе су играли у Националној хокејашкој лиги. Остали летонски играчи који су играли у лиги су: Александрс Керчс, Григоријс Пантелејевс, Петерис Скудра, Викторс Игнатјевс, Хербертс Васиљевс, Каспарс Асташенко, Раитис Ивананс, Јанис Спруктс, Харијс Витолинш, Мартиншарс Карсумс, Мартинс Карсумс, Кристерс Гудлевскис, Роналдс Кенињш, Рудолфс Балкерс, Теодорс Бљугерс и Елвис Мерзљикинс.
Светско првенство 2006. одржано је у Летонији.

## Кошарка
У Летонији је кошарка други најпопуларнији спорт после хокеја на леду. Има дугу кошаркашку традицију, освојила је прву УЕФА Лигу шампиона 1935. године, а била домаћин шампиона 1937.
У совјетском периоду, летонска мушка кошаркашка репрезентација, АСК Рига била је доминантна у совјетској лиги 1950-их и почетком 1960-их, освајајући неколико шампионата совјетске лиге и три купа европског првенства, 1958, 1959. и 1960. На Летњим олимпијским играма 1960, четири Летонца, Јанис Круминш, Валдис Муижниекс, Цезарс Озерс и Маигонис Валдманис освојили су сребрне медаље. Летње олимпијске игре 1956. и 1964. имале су по три летонска играча. Совјетски тим на Летњим олимпијским играма 1952. имао је једног Летонца.
Женска екипа ТТТ Рига била је веома успешна 1970-их и 1980-их, освајајући Куп европских шампиона 18 пута, више него било који други тим у било ком тимском спорту. Уљана Семјонова била је најуспешнија играчица у овом периоду. Такође је била врло доминантна са совјетским тимом на међународним играма, никада није изгубила утакмицу на међународним такмичењима и освојила два олимпијска и три светска првенства.
Што се тиче мушке кошарке, Валдис Валтерс био је најцењенији играч 1980-их. Освојио је Европско првенство са совјетским тимом 1981. године и био је препознат као највреднији играч турнира, али није добио прилику да игра на Олимпијским играма, због совјетског бојкота Летњих олимпијских игара 1984. у Лос Анђелесу. Још један Летонац, Игорс Миглиниекс, освојио је злато са совјетским тимом четири године касније, на Летњим олимпијским играма 1988.
Летонија се вратила у међународно такмичење као независна земља 1992. године. Квалификације за Летње олимпијске игре 1992. биле су први турнир за летонски тим. Велику полемику изазвала су два летонска играча, Игорс Миглиниекс и Гундарс Ветра. Могли су да изаберу да ли ће играти за Уједињени тим на олимпијским играма који је био сигуран да ће се квалификовати или за летонску репрезентацију која је имала шансе, али није била сигурна да се квалификује. Двојица играча су одлучила да играју за Уједињени тим. Летонски тим, играјући без њих, није успео да се пласира на Олимпијске игре. То је изазвало велико незадовољство у Летонији и двојица играча никада нису играла за Летонију на међународној утакмици.
Након што је земља поново стекла независност, најуспешнији турнир за Летонију било је Европско првенство 2001. године, када је летонски тим завршио на осмом месту. Центар Каспарс Камбала био је најбољи играч Летоније на овом турниру. Летонским националним првенством, кошаркашком лигом, доминирали су тим Броцени 1990-их и Вентспилс 2000-их. Године 2006. Вентспилс је освојио седмо узастопно првенство.
Гундарс Ветра је постао први Летонац у НБА лиги када је накратко играо за Минесоту тимбервулвси на тринаест утакмица 1993. Андрис Биедринш је учествовао на НБА драфту 2004. године са 11. избором Голден Стејт вориорса и већ је играо три сезоне, поставши други Летонац који је играо у НБА лиги. Био је најмлађи играч у НБА сезони 2004—05 . На НБА драфту 2015. Њујорк никси изабрао је Кристапса Порзингиса, у то време играјући за шпански клуб Реал Бетис.
На Европском првенству за жене 2007, женска репрезентација стигла је до полуфинала, постигавши најбоље резултате прве репрезентације од стицања независности од Совјетског Савеза. Летонија је заједно са Србијом била домаћин Европског првенства 2019.

## Атлетика
Летонски спортисти освојили су медаље на Олимпијским играма и Европским и Светским првенствима. Недавно Аинарс Ковалс је освојио сребрну медаљу у бацању копља на Летњим олимпијским играма 2008. у Пекингу. Станиславс Олијарс је освојио сребрну медаљу 2002. године, а златну на Европском првенству на отвореном 2006. у трци на 110 метара са препонама. Јелена Прокопчука је победила у маратону, у Њујорку 2005. и 2006. године.
У совјетском периоду било је много успешних летонских бацача копља. Инесе Јаунземе постала је прва Летонка која је победила на Летњим олимпијским играма 1956. Златну медаљу на Летњим олимпијским играма 1960. освојила је Елвира Озолина. Јанис Лусис победио је на Летњим олимпијским играма 1968. године, такође је четвороструки европски шампион. Лусис је поставио два светска рекорда у бацању копља, 91,68 m 1968. и 93,80 m 1972. године. Године 1987. ИААФ га је номиновао за најуспешнијег бацача копља на свету. Даинис Кула је освојио златну медаљу на Летњим олимпијским играма 1980.

## Рагби јунион
Рагби јунион у Летонији је мали, али растући спорт. Током периода пре стицања независности, Летонија није била центар игре, али је ипак успела да се квалификује за Светско првенство у рагбију седам 1993.
Летонска рагби федерација основана је 1963. године, а Светској рагби федерацији се придружила 1991. године, после летонске независности. Иако је федерација настала шездесетих година, сматрала се одговарајућом националном унијом тек након распада СССР-а.

## Тенис
Од 2006. године тенис је постао популаран спорт у Летонији због достигнућа Ернесеста Гулбиса. Стигао је до четвртог кола Отвореног првенства 2007. где је у трећем колу победио осмог тенисера света Томија Робреда. Године 2008. је изгубио у четвртфиналу на Ролан Гаросу, где му је противник био трећи играч света Новак Ђоковић. Гулбис је достигао десето место у јуну 2014. године.
Још једна успешна тенисерка била је Украјинка Лариса Нејланд. Сарађујући са Наташом Зверевом, освојила је два Гренд слем турнира у дублу (Отворено првенство Француске 1898. и Вимблдон 1991). У појединачној конкуренцији њена највећа достигнућа су четвртфинале на Вимблдону 1994. и Отвореном првенству 1988. Њена најбоља позиција на ВТА ранг листи појединачно била је 58, коју је постигла 1996. године, док је почетком 1992. била 1. у рангу парова.
Летонски тим учествује у Дејвис купу од 1993. године. Летонија је 2000. године испала у III групу. Следеће године Летонија се вратила у II групу, али је поново испала 2002. Вратила се у II групу већ следеће године и од тада тамо игра. На Дејвис купу 2007. је победила и промовисана је у I групу за Дејвис куп 2008, где је Летонија поражена од Северне Македоније. Поред Ернестса Гулбиса, у тиму су још играли Андис Јушка, Денис Павловс и Карлис Лејниекс.
Године 2017, Јелена Остапенко постала је прва Летонка која је освојила Гренд слем титулу када је освојила сингл на Отвореном првенству Француске 2017. У марту 2018. високо се рангирала.
Још једна ВТА играчица је Анастасија Севастова која је постигла висок пласман у каријери. Учествовала је у три четвртфинала Отвореног првенства, укључујући једно полуфинале и освојила је три ВТА титуле.
У Фед купу достигли су статус Светске групе II, поразивши Русију.

## Фудбал
Фудбал је био најпопуларнији спорт у Летонији током првог периода независности (1918—1940).
Репрезентација је учествовала у завршној фази Европског првенства  2004. Водећи стрелац фудбалске репрезентације је Марис Верпаковскис. Студија спортског маркетинга коју је спровела међународна компанија Mediacom закључила је да је фудбал најпопуларнији летонски спорт. Ту титулу садржи три узастопне године.

## Бициклизам
Летонски бициклисти познати су у светској арени. Први пут у европској историји бициклизма једна земља тријумфовала је на Европском првенству 2006. Марис Штромбергс је био светски шампион UCI BMX 2008. и 2010. и двоструки освајач злата на Летњим олимпијским играма 2008. у Пекингу и Лондону 2012.
Летонски возач Романс Ваинштеинс победио је у елитној цестовној трци на Светском друмском првенству UCI 2000. године.

## Мото-спорт
Рели се сматра другим најпопуларнијим спортом у Летонији. Рели Љипаја је коло Европског првенства од 2013.Реинис Нитишс је био најмлађи победник Светског првенства 2014. Био је први возач из балтичких држава који је постао европски шампион у највишој дивизији. Јанис Бауманис је кренуо његовим стопама освајањем европског првенства Супер 1600 2015.
Харалдс Шлегелмилхс се такмичио у Формули 2 2012. Карлине Штала се такмичила у немачкој Формули 3 2008. године.

## Остали спортови
Многе друге спортске и рекреативне активности такође су популарне у Летонији.
- Оријентиринг је популаран спорт који комбинује крос-контри трчање и навигације у шуми.
- Мартинс Дукурс је тренутно најбољи светски спортиста на свету у скелетону, који је победио на свим Светским куповима 2011—2012. и троструки је победник светског купа.
- Оскарс Мелбардис је освојио комбиновани Светски куп у бобу сезоне 2012—13.
- Јурис и Андрис Шицс освојили су сребро на Зимским олимпијским играма 2010. и две бронзане медаље на Зимским олимпијским играма 2014. Браће Шицс освојили су више олимпијских медаља него било који други летонски спортиста.[2]
- Репрезентација Летоније играла је у дивизији А и на Светском првенству 2015. и на турниру 2016. У погледу лиценцираних спортиста, бенди је други највећи зимски спорт на свету.[3]

## Галерија
Галерија познатих летонских спортиста:
- Сандис Озолинш
- Вадимс Василевскис
- Ернестс Гулбис
- Мартинс Дукурс
- Јелена Прокопчука
- Едгарс Масалскис
- Инета Радевича
- Андрис Биедринш
- Марис Верпаковскис
- Кристапс Порзингис